# 委任 (法律)
委任（英語：mandate）是一種契约類型，意指一方給付金錢予另一方處理特定事務，前者稱為「委任人」，後者則稱作「受任人」。需注意的是，委任、委託和委辦等字詞雖然在字面上為類似的概念，但在法律上卻不一定具有相同的意義。

## 定義
委任指的是民事法中以一方給付勞務、另一方支付報酬的一種契约關係，是一種不要式的債權行為，因此委任契約的種類可說是相當廣泛而多元。然而，在部分國家的法律裡，可能會對委任的概念進行限縮，例如《中華民國民法》即將委任契約的類型排除於僱傭和承攬之外；雖係以提供勞務為目的，但委任人與受任人間並不具備從屬關係，也無須完成一定的工作成果。
常見的委任契約類型包括委任律師、代购商品等，至於外送服務等人力派遣行業則是存在爭議。

## 與代理的差別
委任經常與另一法律概念「代理」（agency）混淆。委任乃私法契约之一種，需委任人與受任人雙方間意思表示合致，否則法律行為無法成立，是屬於雙向的契約行為；而代理權的授予則是單獨行為，不需要代理人與本人（即被代理者）間意思合致。因此，委任契約有可能是透過授予代理權來進行，例如旅行社替遊客代辦證件，即是委任人（遊客）授予其代理權給受任人（旅行社）；但是在代理關係中，代理人與本人之間並不一定存在委任契約，亦有可能是其他類型的契約，或甚至根本不存在契約關係。